# کو هاسگاوا
کو هاسگاوا (ژاپنی: 長谷川 洸؛ زادهٔ ۱۶ مهٔ ۱۹۹۵) یک بازیکن فوتبال اهل ژاپن است.
از باشگاه‌هایی که در آن بازی کرده‌است می‌توان به باشگاه فوتبال توکیو وردی و باشگاه فوتبال مونتدیو یاماگاتا اشاره کرد.